# Lopharcha angustior
Lopharcha angustior es una especie de polilla de la familia Tortricidae. Se encuentra en Java y en Taiwán.